# Olympische Geschichte Singapurs
| Gelbes Symbol für Goldmedaillen mit stilisierten Olympischen Ringen | Graues Symbol für Silbermedaillen mit stilisierten Olympischen Ringen | Braundes Symbol für Bronzemedaillen mit stilisierten Olympischen Ringen |
| ------------------------------------------------------------------- | --------------------------------------------------------------------- | ----------------------------------------------------------------------- |
| 1                                                                   | 2                                                                     | 3                                                                       |

Singapur, dessen NOK, der Singapore National Olympic Council, 1947 gegründet und 1948 vom IOC anerkannt wurde, nimmt seit 1948 an Olympischen Sommerspielen teil. 1964 war Singapur ein Bestandteil des Staates Malaysia, Sportler aus Singapur starteten in Tokio für Malaysia. Nach der Unabhängigkeit von Malaysia trat Singapur ab 1968 wieder mit einer eigenen Mannschaft auf. 1980 folgte man dem Boykottaufruf der Spiele von Moskau.
Singapur richtete 2010 die ersten Olympischen Jugend-Sommerspiele aus. Als Gastgeber und auch bei der folgenden Ausrichtung der Jugend-Sommerspiele nahmen jugendliche Athleten des Stadtstaates teil.

## Übersicht
Mit einem Leichtathleten nahm Singapur 1948 erstmals an Olympischen Spielen teil. Der erste Olympionike war am 30. Juli 1948 der Hochspringer Lloyd Valberg. Am 21. Juli 1952 ging mit der Leichtathletin Tang Pui Wah die erste Frau des Landes bei Olympischen Spielen an den Start.
Neben der Leichtathletik waren Sportler des Stadtstaates in der Folgezeit in den Sportarten Schwimmen und Gewichtheben (ab 1952), Segeln, Hockey, Wasserball und Basketball (ab 1956), Schießen (ab 1960), Boxen (ab 1972), Judo (ab 1976), Fechten und Badminton (ab 1992), Tischtennis (ab 1996), Kanusport und Turnen (ab 2012) und Rudern (ab 2016) vertreten.
Die erstmals für das Olympiaturnier qualifizierte Wasserballmannschaft spielte 1956 in der Vorrunde gegen die deutsche Mannschaft und verlor mit 1:5. Nach einem 1:7 gegen Italien und drei weiteren Niederlagen in der Finalrunde belegte die Mannschaft den letzten Platz. 1960 wurde die erste Olympiamedaille gewonnen. Im Gewichtheben wurde Tan Howe Liang im Leichtgewicht Zweiter und gewann damit die Silbermedaille.
Einen Erfolg konnte Singapur erst wieder 40 Jahre später beim olympischen Tischtennisturnier von Sydney 2000 verzeichnen. Im Damen-Einzel erreichte die gebürtige Chinesin Jing Jun Hong das Halbfinale. Sie verlor sowohl das Halbfinale als auch das Spiel um die Bronzemedaille. Ihre Teamkameradin Li Jia Wei, ebenfalls gebürtige Chinesin, konnte in der ersten Finalrunde die Österreicherin Liu Jia, auch sie geborene Chinesin, schlagen.
Im Badmintonturnier 2004 in Athen konnte Ronald Susilo, ein gebürtiger Indonesier, im Achtelfinale des Herren-Einzels den Deutschen Björn Joppien in zwei Sätzen ausschalten. Im Damen-Einzel des Tischtennisturniers erreichte Li Jia Wei das Halbfinale, verlor aber wie vier Jahre zuvor Jing Jun Hong sowohl das Halbfinale als auch das Spiel um Bronze.
Auch 2008 konnte Li Jia Wei nach Erreichen des Halbfinals keine Medaille gewinnen. Mit der Mannschaft konnte sie jedoch Silber gewinnen, der erste Medaillengewinn nach 48 Jahren. Das Männerteam unterlag in der Vorrunde der deutschen Mannschaft mit 1:3 und schied mit einer weiteren Niederlage nach der Vorrunde aus. Im Schwimmen erreichte Tao Li das Finale über 100 Meter Schmetterling und wurde Fünfte.
2012 in London gab es zwei weitere Medaillen im Tischtennis. Im Damen-Einzel erreichte Feng Tianwei das Halbfinale. Im Achtelfinale hatte sie die für Deutschland spielende Chinesin Wu Jiaduo in sechs Sätzen besiegen können. Das Halbfinale gegen die Chinesin Ding Ning ging in sechs Sätzen verloren, das Spiel um Bronze gegen die Japanerin Kasumi Ishikawa gewann sie glatt in vier Sätzen. Das Damenteam verlor im Halbfinale gegen Japan mit 0:3, gewann dafür das Spiel um Bronze gegen Südkorea mit 3:0.
2016 schaffte Joseph Schooling Singapurs ersten Olympiasieg. Der Schwimmer gewann den Wettkampf über 100 Meter Schmetterling. Im Tischtennis scheiterte das Damenteam im Halbfinale mit 0:3 an China. Das Spiel um Bronze gegen Japan ging mit 1:3 verloren.

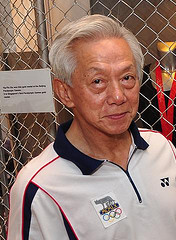
Tan Howe Liang, Singapurs erster Medaillengewinner mit Silber 1960 im Gewichtheben, im Jahr 2008
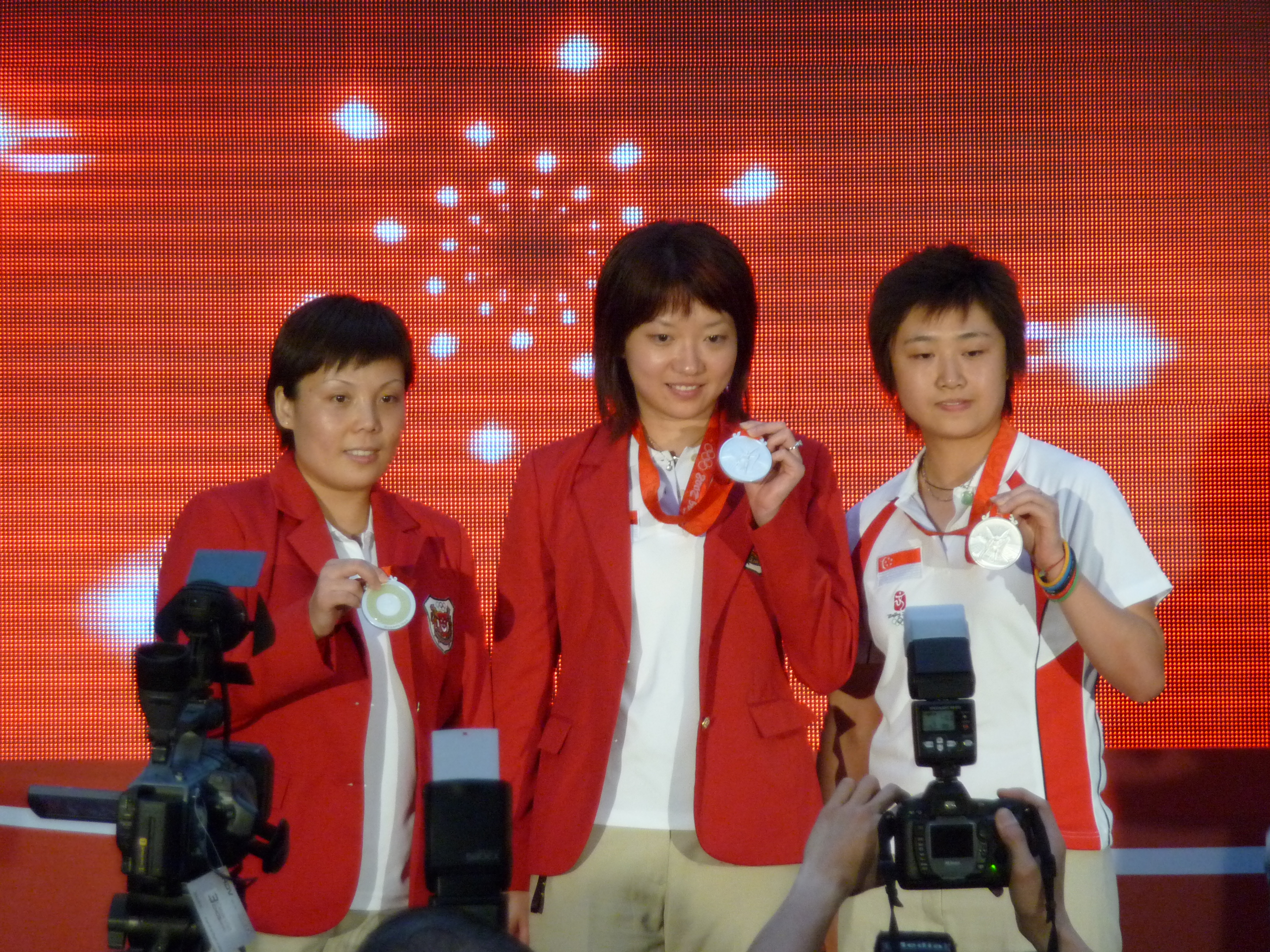
Das Tischtennis-Damenteam mit Silber 2008 (v. l. n. r.): Wang Yuegu, Li Jia Wei, Feng Tianwei
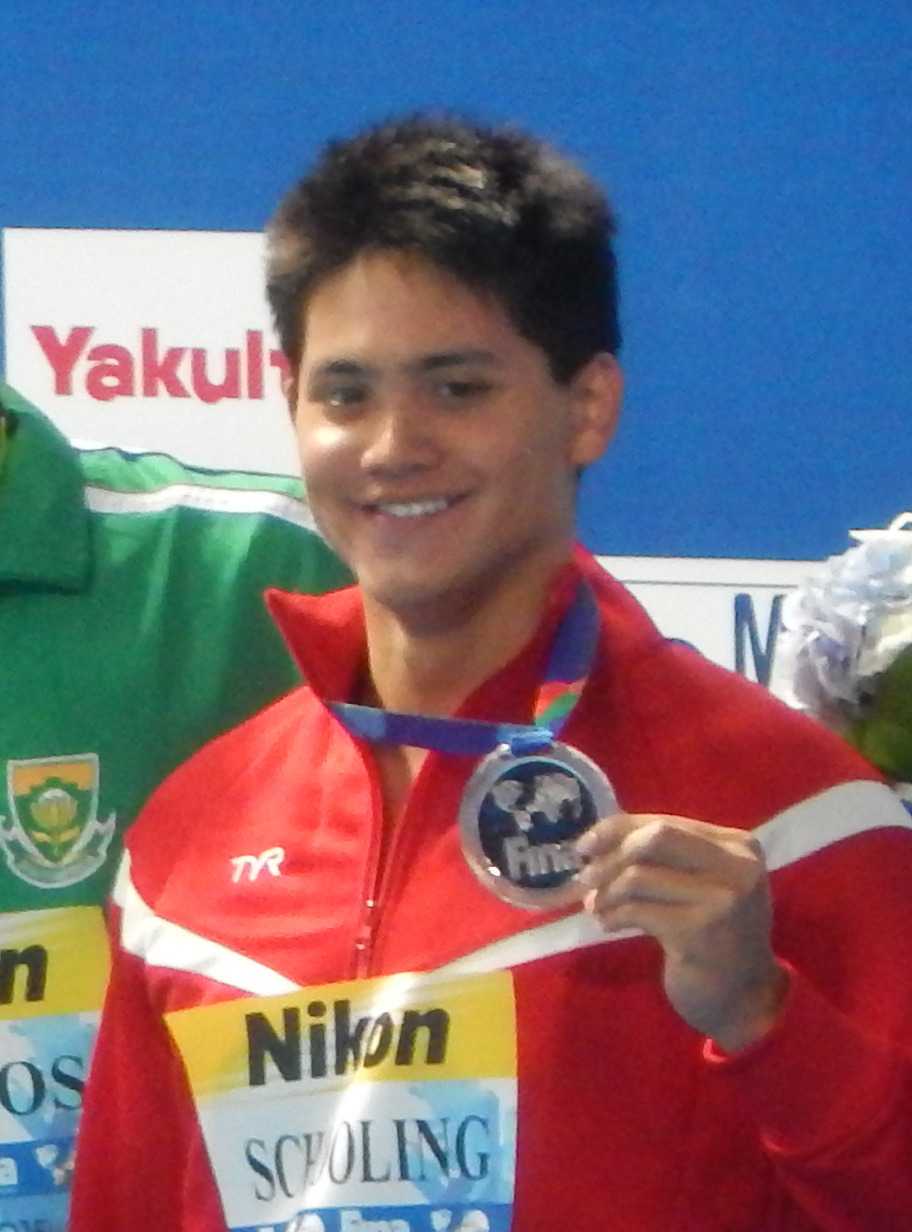
Joseph Schooling, Singapurs erster Olympiasieger, hier bei der Schwimm-WM 2015
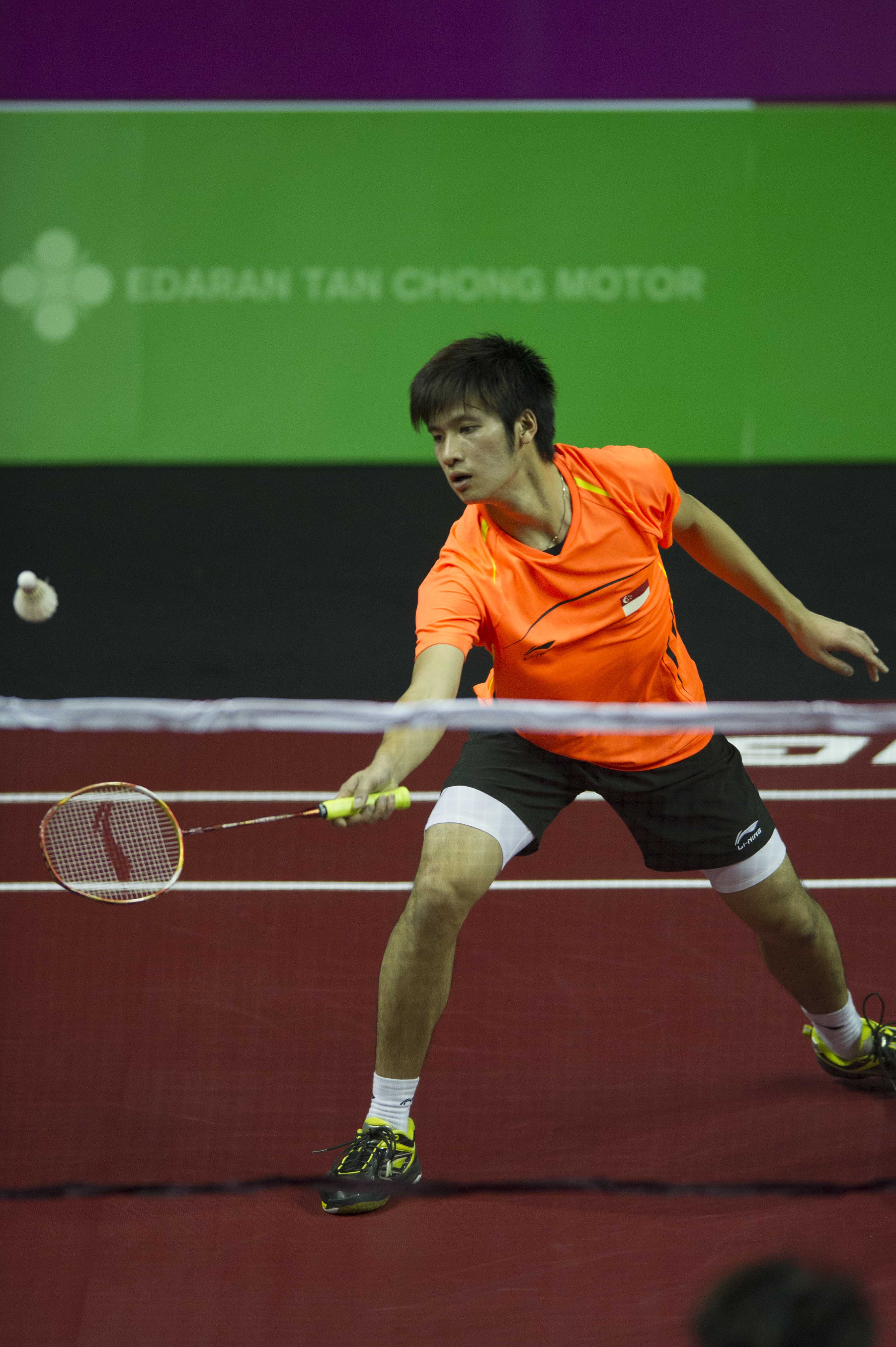
Derek Wong Zi Liang, Fahnenträger 2016

### Jugendspiele
Singapur war 2010 Ausrichter der ersten Olympischen Jugend-Sommerspiele. Im Februar 2008 setzte sich Singapur mit 53:44 Stimmen gegen die russische Hauptstadt Moskau durch. Die ersten Jugend-Sommerspiele wurden vom 14. bis zum 26. August 2010 abgehalten. 3522 jugendliche Athleten aus 205 Nationen nahmen im 26 Sportarten teil. Eröffnet wurden die Spiele durch Singapurs Staatspräsidenten Sellapan Ramanathan. Den olympischen Eid sprachen die Springreiterin Caroline Chew für die Sportler, der Boxschiedsrichter Syed Abdul Kadir für die Kampfrichter sowie der Schwimmtrainer David Lim für die Trainer. Das olympische Feuer wurde durch den Segelsportler Darren Choy entzündet.
Insgesamt nahmen 129 jugendliche Athleten, 78 Jungen und 51 Mädchen, aus Singapur teil. Sechs Medaillen, zwei Silber- und vier Bronzemedaillen, konnte gewonnen werden. Silbermedaillen gewannen der Schwimmer Rainer Ng über 50 Meter Rücken und die Tischtennisspielerin Isabelle Li im Damen-Einzel. Bronze gewannen die Taekwondoin Daryl Tan im Bantamgewicht der Jungen und Shafinas Rahman im Mittelgewicht der Mädchen, die Seglerin Audrey Yong im Windsurfen und die U-15-Fußballnationalmannschaft der Jungen. Eine weitere Bronzemedaille wurde nicht im Medaillenspiegel Singapurs berücksichtigt. Der Bogenschütze Abdul Jaffar gewann mit seiner türkischen Partnerin Begünhan Ünsal Bronze der gemischten Teams.
Bei der zweiten Austragung 2014 in Nanjing nahmen 18 Jugendliche, sieben Jungen und elf Mädchen, teil. Sie traten in den Sportarten Leichtathletik, Badminton, Tischtennis, Wasserspringen, Schwimmen, Segeln, Schießen, Turnen und Triathlon an. Im Segeln konnten zwei Olympiasiege gefeiert werden. Bernie Chin siegte bei den Jungen und Samantha Yom bei den Mädchen in der Bootsklasse Byte CII. Eine weitere Medaille, die nicht in der Medaillenbilanz Singapurs berücksichtigt wird, gewann die Sportschützin Xiu Yi Teh mit ihrem ägyptischen Partner Ahmed Mohamed. Beide holten Silber in der gemischten Luftpistolen-Mannschaft.

## Übersicht der Teilnehmer

### Sommerspiele
| Jahr      | Athleten                                     | Athleten                                     | Athleten                                     | Flaggenträger                                | Sportarten                                   | Sportarten                                   | Sportarten                                   | Sportarten                                   | Sportarten                                   | Sportarten                                   | Sportarten                                   | Sportarten                                   | Sportarten                                   | Sportarten                                   | Sportarten                                   | Sportarten                                   | Sportarten                                   | Sportarten                                   | Sportarten                                   | Sportarten                                   | Medaillen                                    | Medaillen                                    | Medaillen                                    | Medaillen                                    | Medaillen                                    |
| Jahr      | Gesamt                                       |                                              |                                              | Flaggenträger                                | Leichtathletik                               | Schwimmen                                    | Gewichtheben                                 | Segeln                                       | Hockey                                       | Wasserball                                   | Basketball                                   | Schießen                                     | Boxen                                        | Judo                                         | Fechten                                      | Badminton                                    | Tischtennis                                  | Kanusport                                    | Turnen                                       | Rudern                                       |                                              |                                              |                                              | Gesamt                                       | Rang                                         |
| --------- | -------------------------------------------- | -------------------------------------------- | -------------------------------------------- | -------------------------------------------- | -------------------------------------------- | -------------------------------------------- | -------------------------------------------- | -------------------------------------------- | -------------------------------------------- | -------------------------------------------- | -------------------------------------------- | -------------------------------------------- | -------------------------------------------- | -------------------------------------------- | -------------------------------------------- | -------------------------------------------- | -------------------------------------------- | -------------------------------------------- | -------------------------------------------- | -------------------------------------------- | -------------------------------------------- | -------------------------------------------- | -------------------------------------------- | -------------------------------------------- | -------------------------------------------- |
| 1896–1936 | nicht teilgenommen                           | nicht teilgenommen                           | nicht teilgenommen                           | nicht teilgenommen                           | nicht teilgenommen                           | nicht teilgenommen                           | nicht teilgenommen                           | nicht teilgenommen                           | nicht teilgenommen                           | nicht teilgenommen                           | nicht teilgenommen                           | nicht teilgenommen                           | nicht teilgenommen                           | nicht teilgenommen                           | nicht teilgenommen                           | nicht teilgenommen                           | nicht teilgenommen                           | nicht teilgenommen                           | nicht teilgenommen                           | nicht teilgenommen                           | nicht teilgenommen                           | nicht teilgenommen                           | nicht teilgenommen                           | nicht teilgenommen                           | nicht teilgenommen                           |
| 1948      | 1                                            | 1                                            | 0                                            | Jocelyn de Souza                             | 1                                            |                                              |                                              |                                              |                                              |                                              |                                              |                                              |                                              |                                              |                                              |                                              |                                              |                                              |                                              |                                              |                                              |                                              |                                              |                                              |                                              |
| 1952      | 5                                            | 4                                            | 1                                            | Thong Saw Pak                                | 1                                            | 1                                            | 3                                            |                                              |                                              |                                              |                                              |                                              |                                              |                                              |                                              |                                              |                                              |                                              |                                              |                                              |                                              |                                              |                                              |                                              |                                              |
| 1956      | 49                                           | 47                                           | 2                                            | Lionel Chee                                  | 4                                            |                                              | 3                                            | 5                                            | 17                                           | 10                                           | 10                                           |                                              |                                              |                                              |                                              |                                              |                                              |                                              |                                              |                                              |                                              |                                              |                                              |                                              |                                              |
| 1960      | 5                                            | 5                                            | 0                                            |                                              |                                              |                                              | 1                                            | 3                                            |                                              |                                              |                                              | 1                                            |                                              |                                              |                                              |                                              |                                              |                                              |                                              |                                              |                                              | 1                                            |                                              | 1                                            | 32                                           |
| 1964      | Teilnahme in der Olympiamannschaft Malaysias | Teilnahme in der Olympiamannschaft Malaysias | Teilnahme in der Olympiamannschaft Malaysias | Teilnahme in der Olympiamannschaft Malaysias | Teilnahme in der Olympiamannschaft Malaysias | Teilnahme in der Olympiamannschaft Malaysias | Teilnahme in der Olympiamannschaft Malaysias | Teilnahme in der Olympiamannschaft Malaysias | Teilnahme in der Olympiamannschaft Malaysias | Teilnahme in der Olympiamannschaft Malaysias | Teilnahme in der Olympiamannschaft Malaysias | Teilnahme in der Olympiamannschaft Malaysias | Teilnahme in der Olympiamannschaft Malaysias | Teilnahme in der Olympiamannschaft Malaysias | Teilnahme in der Olympiamannschaft Malaysias | Teilnahme in der Olympiamannschaft Malaysias | Teilnahme in der Olympiamannschaft Malaysias | Teilnahme in der Olympiamannschaft Malaysias | Teilnahme in der Olympiamannschaft Malaysias | Teilnahme in der Olympiamannschaft Malaysias | Teilnahme in der Olympiamannschaft Malaysias | Teilnahme in der Olympiamannschaft Malaysias | Teilnahme in der Olympiamannschaft Malaysias | Teilnahme in der Olympiamannschaft Malaysias | Teilnahme in der Olympiamannschaft Malaysias |
| 1968      | 4                                            | 4                                            | 0                                            |                                              | 1                                            |                                              | 2                                            |                                              |                                              |                                              |                                              | 1                                            |                                              |                                              |                                              |                                              |                                              |                                              |                                              |                                              |                                              |                                              |                                              |                                              |                                              |
| 1972      | 7                                            | 5                                            | 2                                            | Pat Chan                                     | 3                                            | 3                                            |                                              |                                              |                                              |                                              |                                              |                                              | 1                                            |                                              |                                              |                                              |                                              |                                              |                                              |                                              |                                              |                                              |                                              |                                              |                                              |
| 1976      | 4                                            | 3                                            | 1                                            | Koh Eng Kian                                 | 1                                            |                                              | 1                                            |                                              |                                              |                                              |                                              | 1                                            |                                              | 1                                            |                                              |                                              |                                              |                                              |                                              |                                              |                                              |                                              |                                              |                                              |                                              |
| 1980      | nicht teilgenommen                           | nicht teilgenommen                           | nicht teilgenommen                           | nicht teilgenommen                           | nicht teilgenommen                           | nicht teilgenommen                           | nicht teilgenommen                           | nicht teilgenommen                           | nicht teilgenommen                           | nicht teilgenommen                           | nicht teilgenommen                           | nicht teilgenommen                           | nicht teilgenommen                           | nicht teilgenommen                           | nicht teilgenommen                           | nicht teilgenommen                           | nicht teilgenommen                           | nicht teilgenommen                           | nicht teilgenommen                           | nicht teilgenommen                           | nicht teilgenommen                           | nicht teilgenommen                           | nicht teilgenommen                           | nicht teilgenommen                           | nicht teilgenommen                           |
| 1984      | 5                                            | 5                                            | 0                                            | Ang Peng Siong                               |                                              | 4                                            |                                              | 1                                            |                                              |                                              |                                              |                                              |                                              |                                              |                                              |                                              |                                              |                                              |                                              |                                              |                                              |                                              |                                              |                                              |                                              |
| 1988      | 8                                            | 7                                            | 1                                            | Ang Peng Siong                               |                                              | 5                                            |                                              | 2                                            |                                              |                                              |                                              | 1                                            |                                              |                                              |                                              |                                              |                                              |                                              |                                              |                                              |                                              |                                              |                                              |                                              |                                              |
| 1992      | 14                                           | 11                                           | 3                                            |                                              |                                              | 5                                            |                                              | 2                                            |                                              |                                              |                                              | 1                                            |                                              | 1                                            | 2                                            | 3                                            |                                              |                                              |                                              |                                              |                                              |                                              |                                              |                                              |                                              |
| 1996      | 14                                           | 9                                            | 5                                            | Lee Wung Yew                                 | 2                                            | 5                                            |                                              | 4                                            |                                              |                                              |                                              | 1                                            |                                              |                                              |                                              | 1                                            | 1                                            |                                              |                                              |                                              |                                              |                                              |                                              |                                              |                                              |
| 2000      | 14                                           | 8                                            | 6                                            | Joscelin Yeo                                 |                                              | 8                                            |                                              | 3                                            |                                              |                                              |                                              | 1                                            |                                              |                                              |                                              |                                              | 2                                            |                                              |                                              |                                              |                                              |                                              |                                              |                                              |                                              |
| 2004      | 16                                           | 6                                            | 10                                           | Ronald Susilo                                | 2                                            | 5                                            |                                              | 1                                            |                                              |                                              |                                              | 1                                            |                                              |                                              |                                              | 3                                            | 4                                            |                                              |                                              |                                              |                                              |                                              |                                              |                                              |                                              |
| 2008      | 25                                           | 11                                           | 14                                           | Li Jia Wei                                   | 2                                            | 5                                            |                                              | 6                                            |                                              |                                              |                                              | 1                                            |                                              |                                              |                                              | 5                                            | 6                                            |                                              |                                              |                                              |                                              | 1                                            |                                              | 1                                            | 70                                           |
| 2012      | 23                                           | 8                                            | 15                                           | Feng Tianwei                                 | 2                                            | 5                                            | 1                                            | 2                                            |                                              |                                              |                                              | 2                                            |                                              |                                              |                                              | 4                                            | 6                                            | 2                                            | 1                                            |                                              |                                              |                                              | 2                                            | 2                                            | 75                                           |
| 2016      | 25                                           | 9                                            | 16                                           | Derek Wong Zi Liang                          | 2                                            | 2                                            |                                              | 10                                           |                                              |                                              |                                              | 2                                            |                                              |                                              |                                              | 2                                            | 5                                            |                                              |                                              | 1                                            | 1                                            |                                              |                                              | 1                                            | 54                                           |
| Gesamt    | Gesamt                                       | Gesamt                                       | Gesamt                                       | Gesamt                                       | Gesamt                                       | Gesamt                                       | Gesamt                                       | Gesamt                                       | Gesamt                                       | Gesamt                                       | Gesamt                                       | Gesamt                                       | Gesamt                                       | Gesamt                                       | Gesamt                                       | Gesamt                                       | Gesamt                                       | Gesamt                                       | Gesamt                                       | Gesamt                                       | 1                                            | 2                                            | 2                                            | 5                                            | 90                                           |

### Winterspiele
| Jahr      | Athleten           | Athleten           | Athleten           | Flaggenträger      | Sportarten         | Medaillen          | Medaillen          | Medaillen          | Medaillen          | Medaillen          |
| Jahr      | Gesamt             |                    |                    | Flaggenträger      | Shorttrack         |                    |                    |                    | Gesamt             | Rang               |
| --------- | ------------------ | ------------------ | ------------------ | ------------------ | ------------------ | ------------------ | ------------------ | ------------------ | ------------------ | ------------------ |
| 1924–2014 | nicht teilgenommen | nicht teilgenommen | nicht teilgenommen | nicht teilgenommen | nicht teilgenommen | nicht teilgenommen | nicht teilgenommen | nicht teilgenommen | nicht teilgenommen | nicht teilgenommen |
| 2018      | 1                  | 0                  | 1                  | Cheyenne Goh       | 1                  |                    |                    |                    |                    |                    |
| Gesamt    | Gesamt             | Gesamt             | Gesamt             | Gesamt             | Gesamt             | 0                  | 0                  | 0                  | 0                  | -                  |

## Liste der Medaillengewinner

### Goldmedaillen
| Name             | Spiele              | Sportart  | Disziplin               |
| ---------------- | ------------------- | --------- | ----------------------- |
| Joseph Schooling | 2016 Rio de Janeiro | Schwimmen | 100 Meter Schmetterling |

### Silbermedaillen
| Name                               | Spiele      | Sportart     | Disziplin     |
| ---------------------------------- | ----------- | ------------ | ------------- |
| Tan Howe Liang                     | 1960 Rom    | Gewichtheben | Leichtgewicht |
| Feng Tianwei Li Jia Wei Wang Yuegu | 2008 Peking | Tischtennis  | Damenteam     |

### Bronzemedaillen
| Name                               | Spiele      | Sportart    | Disziplin    |
| ---------------------------------- | ----------- | ----------- | ------------ |
| Feng Tianwei                       | 2012 London | Tischtennis | Damen-Einzel |
| Feng Tianwei Li Jia Wei Wang Yuegu | 2012 London | Tischtennis | Damenteam    |
| Maximilian Maeder                  | 2024 Paris  | Segeln      | Formula Kite |

## Medaillen nach Sportart
| Sportart     | Gold | Silber | Bronze | Gesamt |
| Schwimmen    | 1    | 0      | 0      | 1      |
| Tischtennis  | 0    | 1      | 2      | 3      |
| Gewichtheben | 0    | 1      | 0      | 1      |
| Segeln       | 0    | 0      | 1      | 1      |
| Gesamt       | 1    | 2      | 3      | 6      |